# Guerra greco-turca (1919-1922)
La Guerra greco-turca de 1919-1922, també coneguda com a Guerra de l'Àsia Menor, va consistir en una sèrie de conflictes armats entre Grècia i els revolucionaris del Moviment Nacional Turc, nascut com aspiració nacionalista després de la Primera Guerra Mundial dins del decadent Imperi Otomà, que varen tenir lloc entre el maig del 1919 i l'octubre del 1922. Forma part de la guerra d'Independència Turca que inclou la guerra Turcoarmènia entre 1919-1920 i que va acabar amb el Tractat de Lausana i el posterior intercanvi de poblacions entre Grècia i Turquia.
El motiu principal d'aquesta guerra es deriva de la Primera Guerra Mundial, en la qual Grècia, des del canvi de règim del 1917, va combatre al costat de la Triple Entesa contra l'Imperi Otomà. Amb l'enfonsament de l'Imperi Otomà, al final de la Gran Guerra, Grècia va veure factibles les seves aspiracions quant a la implantació de la Megali Idea, és a dir, la reconquesta de tots els territoris històrics pertanyents als grecs com a successors directes de l'Imperi Romà d'Orient; el punt central d'aquesta idea era la recuperació de Constantinoble de mans dels otomans, que l'havien ocupat des del 1453 i llurs enemics en aquell moment.
Grècia va poder ocupar a poc a poc i amb suport parcial dels seus aliats gran part dels territoris en mans otomanes, però no Constantinoble ni els estrets dels Dardanels i del Bòsfor, els quals li haurien atorgat el control total de la via marítima entre Atenes i Constantinoble.
Tot i que l'Imperi Otomà estava debilitat i el seu exèrcit delmat, el comandant Mustafa Kemal Atatürk va saber injectar dosis de moral a les seves tropes per lluitar contra els enemics que intentaven conquerir i repartir-se el seu país. El 1922 va aconseguir vèncer les tropes gregues assentades a l'Àsia Menor, que no els quedà més remei que capitular.
Durant el conflicte va morir més del 20% de la població masculina d'Anatòlia. A Grècia la derrota va ser percebuda com la Gran Catàstrofe; del cantó turc, en canvi, la guerra va ser vista com una victòria dins de l'anomenada Guerra d'Independència Turca, en la qual lluitaven per contrarestar els atacs de diferents potències europees (França, el Regne Unit i la mateixa Grècia) al seu territori.

## Antecedents
Amb la conquesta de Constantinoble pels otomans l'any 1453 sota el comandament de Mehmet II, aquests van governar les poblacions gregues fins al 1830. Amb el constant debilitament de l'Imperi Otomà i el creixent sentiment nacional grec, es va formar a principis del segle xix un moviment d'independència a la regió de l'actual Grècia. Les revoltes van poder ser controlades per les forces otomanes. A partir del 1820, les revoltes arribaren a tal magnitud que es veié imminent la separació de l'estat grec (vegeu Guerra d'independència de Grècia). El 1830 les potències europees reconegueren la Grècia independent, que només comptava amb un petit territori concentrat a les regions d'Àtica, el Peloponès, Eubea i les illes Cíclades. Però no fou fins a la Primera Guerra Balcànica (1912-1913) que aconseguí ampliar considerablement el seu territori, quan va adquirir Macedònia i nombroses illes a l'Egeu.

### Primera Guerra Mundial
Grècia s'adherí als Aliats de la Primera Guerra Mundial relativament tard, el 27 de juny de 1917, i participà en la batalla de Gal·lípoli (1915) contra els otomans. Després de la victòria contra aquests, els aliats es van repartir gran part del seu territori. Grècia aconseguí sota el Tractat de Sèvres el mandat d'Esmirna i la Tràcia oriental, mentre que l'Imperi Otomà es va haver de conformar amb una petita regió al voltant d'Ankara.
Aquest Tractat va ser signat per les autoritats de l'Imperi Otomà, però no va ser reconegut pel moviment d'oposició sota comandament del general Mustafà Kemal. L'objectiu de Mustafà Kemal era la creació d'un estat modern sota les restes de l'Imperi Otomà i la recuperació de les regions ocupades pels Aliats, la península Aràbiga, el Caucas i els Balcans.
Al mateix temps la Gran Idea (Μεγάλη Ιδέα) esdevingué un moviment popular a Grècia. Segons aquesta idea, es tractava d'unir tots els pobles grecs a Anatòlia i els Balcans sota un mateix Estat.

## Desenvolupament

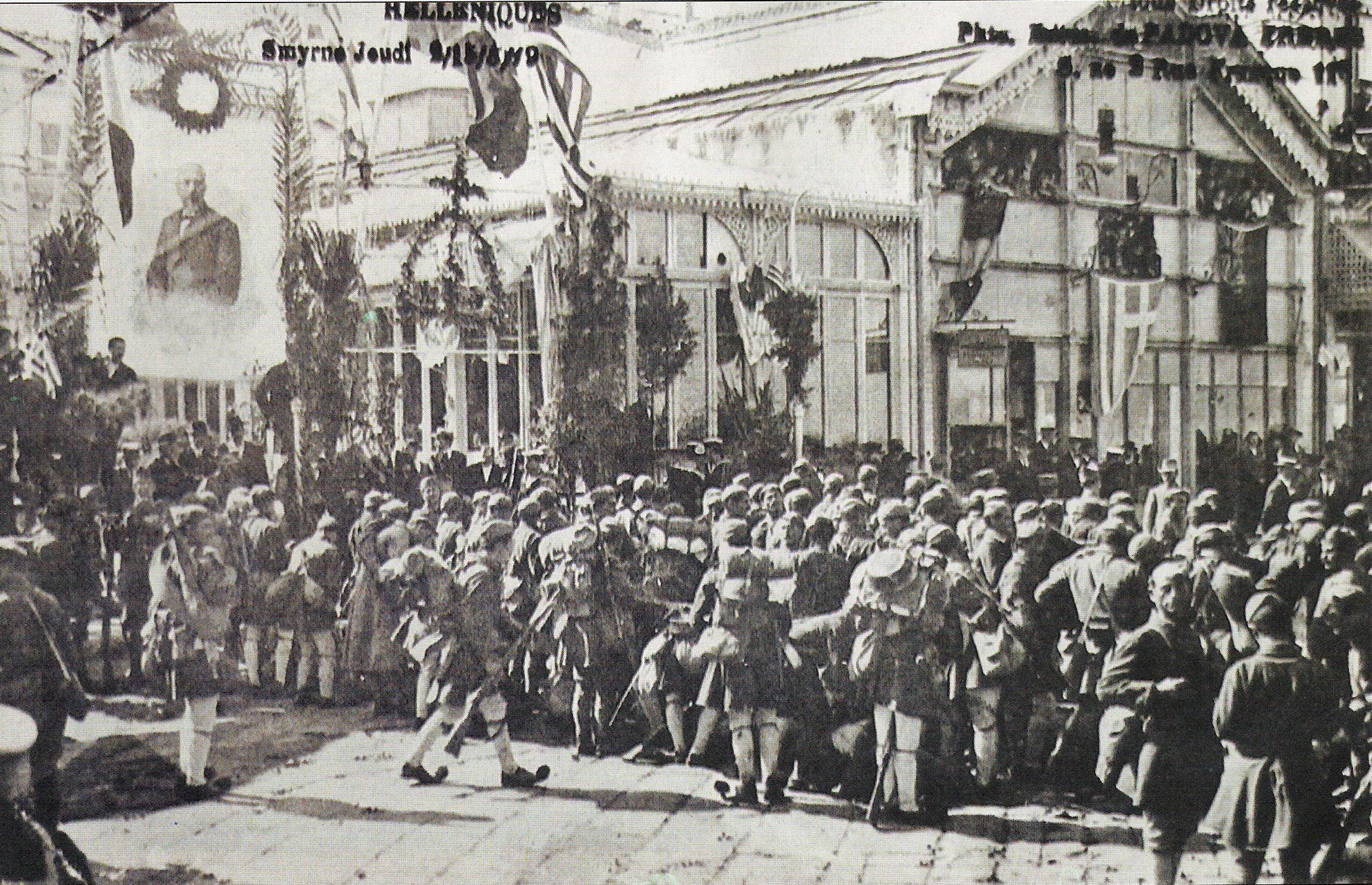
Soldats grecs a Esmirna

### Ocupació grega
El govern grec decidí d'emprendre un atac contra el feble Imperi Otomà, ja que aquest no pretenia lliurar els territoris que el Tractat de Sèvres havia concedit a Grècia. El punt de més controvèrsia va ser la renúncia de Constantinoble (anomenada pels otomans, de forma no oficial, Istanbul), que els grecs ja veien com la seva futura capital.
Les accions per part dels grecs van començar el 15 de maig de 1919. Al principi els combats van ser fàcils, atès que les tropes gregues disposaven de bon material bèl·lic i armament aportat pel Regne Unit; molts turcs i altres musulmans van ser massacrats durant els primers dies de la invasió (moltes d'aquestes víctimes eren civils). Per pressió del govern otomà una comissió de negociació va viatjar des de París per intervenir en el conflicte, que tot i reconèixer Grècia com a culpable no aconseguí detenir l'atac.

### Resistència turca
Fou llavors quan entrà en acció Mustafà Kemal, que inicià moviments de protesta per totes les localitats otomanes. Mustafa Kemal era en aquell moment inspector a Anatòlia i va utilitzar el seu càrrec per enviar escrits a tots els governadors locals i comandants militars, on demanava que s'endeguessin accions de protesta per tot el país en contra dels Aliats i del govern d'Istanbul.
Entre el 20 i el 23 de maig de 1919 es van organitzar manifestacions de protesta a Istanbul. Els manifestants planejaven atacar la presó militar de Bekirağa, on es trobaven molts líders revolucionaris otomans des de la Primera Guerra Mundial. El Gran visir otomà, Damat Ferid Paşa, que després de la invasió grega d'Esmirna va dimitir, però dies després va ser confirmat en el càrrec, per por a una possible fugida dels revolucionaris, va acordar amb els britànics el Pla de desplaçament de presos. El 28 maig, 67 presos van ser traslladats de Bekirağa a Malta, on van ser jutjats. Això va ocasionar que el poble turc perdés l'interès en el Visir i s'unís al moviment d'alliberament dirigit per Mustafà Kemal.

### Mustafà Kemal i el contraatac
El maig del 1920 Kemal havia aconseguit, en unir el IX Exèrcit del Caucas, les restes d'altres i algunes unitats irregulars, rebutjar els francesos vers Alep. L'Exèrcit de Seguretat del Soldà, una organització rival, havia estat derrotada. El nou estat armeni, feble i amb poc suport de l'Entesa, fou ben aviat anihilat entre Kemal i els soviètics. Els rebels kurds havien estat refusats a les muntanyes. El responsable britànic de l'autonomia kurda va ser expulsat. Aquestes victòries contribuïren a augmentar el presigi del moviment de Kemal entre la població turca, que va créixer, encara més, després de l'ocupació oficial de la ciutat de Constantinoble, el maig del 1920, per part dels britànics. Després de l'ocupació de la capital, nombrosos partidaris dels nacionalistes es varen traslladar a Ankara.
L'estiu del 1920, Kemal havia aconseguit que els francesos, ocupats en el control del Rin, signessin un armisitici amb el seu govern. Amb els kurds sota control i els armenis desprotegits per les potències, va arribar el moment d'enfrontar-se amb les unitats gregues, una tasca en la qual va rebre, des del principi, el suport dels italians. A l'imperi, sols el govern del sultà, cada cop més afeblit, s'oposava encara al govern de Kemal.

### El Tractat de Sèvres

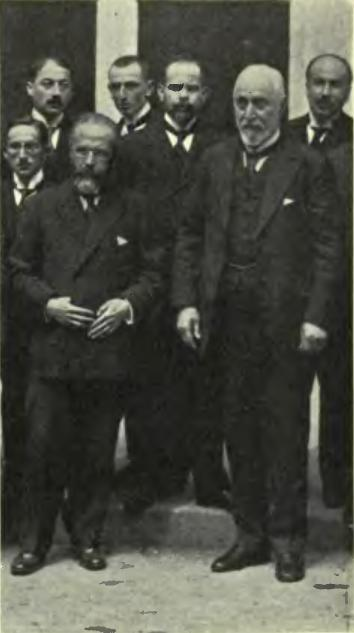
La delegació otomana en la conferència de pau, que acabà amb l'acceptació del desfavorable Tractat de Sèvres, que els nacionalistes turcs van rebutjar.

La formació d'un govern rebel a Ankara va accelerar les negociacions de pau amb el govern del soldà. Durant el mes d'agost, el feble govern del sultà va signà el tractat de pau, l'anomenat Tractat de Sèvres, molt desfavorable per a l'imperi. El nord-est i centre d'Anatòlia i Constantinoble romanien teòricament en mans del govern turc. El punt de major controvèrsia per al govern d'Elevthérios Venizelos fou la renúncia a Constantinoble (coneguda oficiosament pels otomans amb el nom d'İstanbul), una ciutat que els grecs ja veien com a la seva futura capital.
El govern grec va decidir d'endegar un atac contra el feble Imperi Otomà, donat que aquest no pretenia lliurar-li els territoris que el Tractat de Sèvres havia concedit a Grècia. En el moment de la signatura del tractat, Grècia ja havia ocupat els territoris que aquest li havia atorgat.

Repartiment d'Anatòlia segons el Tractat de Sèvres, que fou rebutjat per Kemal i els seus seguidors

Malgrat els guanys grec, les eleccions de novembre van representar una derrota per a Venizelos, que va dimitir i es va exiliar, i van comportar el retorn del rei Constantí. El cansament per vuit anys de guerra, la popularitat de Constantí entre alguns sectors i la crisi econòmica van acabar amb el govern de Venizelos. El canvi a Grècia fou aprofitat per França i Itàlia per tal d'evacuar les seves últimes unitats militars, la qual cosa va deixar la zona en mans britàniques i gregues. El retorn de Constantí va fer empitjorar les relacions entre Grècia i els aliats, que li recordaven la seva hostilitat durant la Primera Guerra Mundial i retiraren el seu suport militar i econòmic al govern d'Atenes.
Grècia va aconseguir, mitjançant el Tractat de Sèvres, el mandat sobre Esmirna i la Tràcia oriental. L'Imperi Otomà va quedar reduït a una petita regió al voltant d'Ankara. Aquest tractat fou signat per les autoritats de l'Imperi Otomà, però no fou reconegut pel moviment opositor, liderat pel general Mustafà Kemal. L'objectiu d'aquest últim era la creació d'un Estat turc modern, amb les restes de l'Imperi Otomà, i la recuperació de les regions ocupades pels Aliats, és a dir, la península Aràbiga, el Caucas i els Balcans.

### Avanç grec

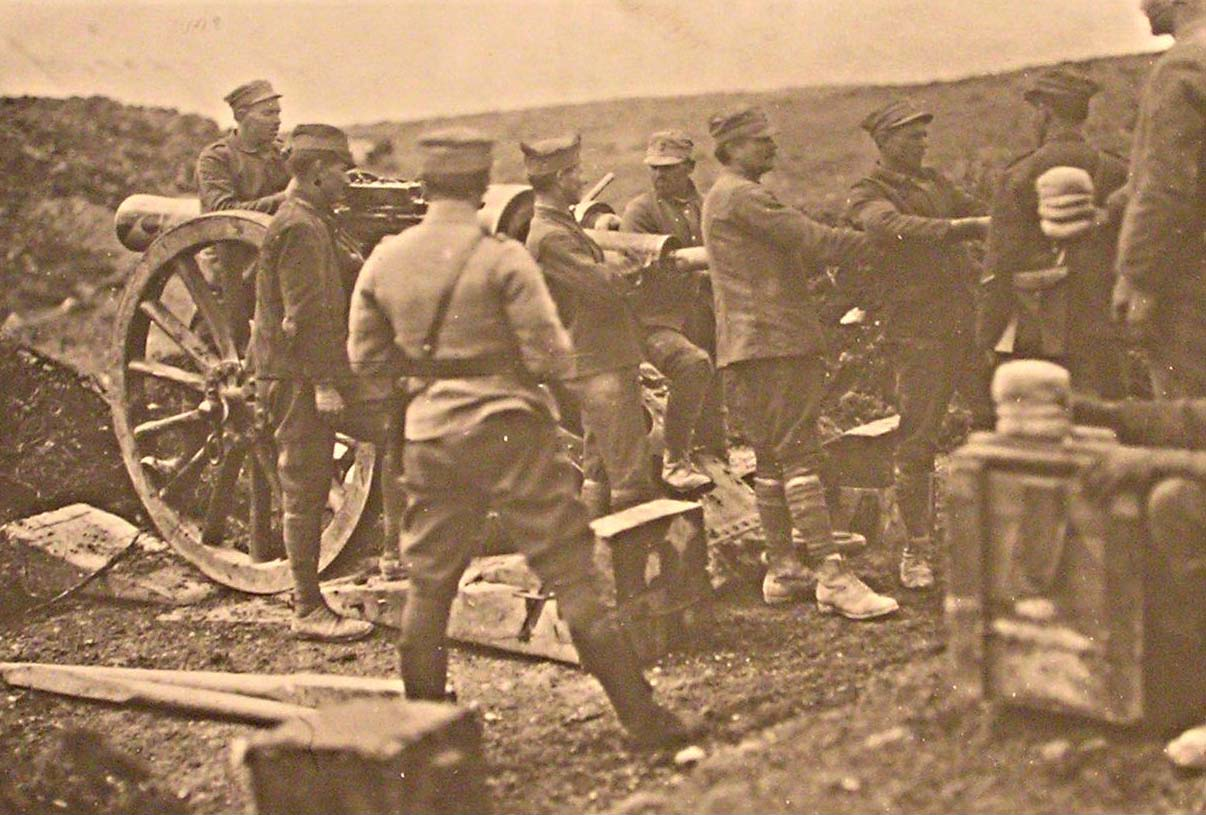
Artilleria grega durant el conflicte. Al principi de la guerra, l'avantatge grec era aclaparador, la qual cosa va facilitar l'avanç de les tropes gregues enfront de les febles unitats de combat turques.

Amb les victòries de Kemal i l'escassetat de tropes, Elevthérios Venizelos va oferir les seves unitats, fins aleshores circumscrites als territoris concedits, per tal d'enfrontar-se als nacionalistes, a canvi de concessions territorials. Les potències decidiren permetre l'ofensiva grega i l'ocupació hel·lena de la Tràcia oriental.
Amb el suport de l'armada britànica, els grecs van desembarcar en ports de la Mar de Màrmara i atacaren les línies turques a Tràcia el 21 de juliol de 1920, i van prendre Adrianòpolis i Lüleburgaz el 25. Les tropes turques es van retirar i van travessar la frontera amb Bulgària. Poc temps després, una altra columna grega, avançant des de la mar Negra, va ocupar Vize.
El 22 de juliol de 1920 va començar l'atac a l'Àsia Menor amb sis divisions. Una va sortir cap a Aydın, dues més avançaren cap a Salihli i una tercera columna amb tres divisions es va llançar contra Balikesir, que va caure en menys d'una setmana. L'avanç grec va ser ràpid davant les escasses unitats irregulars turques, mentre que la part més important de les tropes d'Atatürk restaven al centre d'Anatòlia. La columna meridional va arribar a Alaşehir el 24 de juny de 1920. La septentrional va prendre Bursa la primera setmana de juliol.
El pla grec preveia a continuació la presa de dos importants centres ferroviaris per tal de realitzar l'atac contra Ankara: Eskişehir per a la columna nord i Afyonkarahisar per a la sud. Per preparar aquesta fase de la campanya van aturar el seu avanç l'agost de 1920, quan ja controlaven tota Anatòlia occidental, llevat dels estrets i Constantinoble, des de la Mar de Màrmara, passant per la vall del riu Büyük Menderes fins a Nazilli.
Mentrestant, els nacionalistes van haver d'esclafar, amb grans dificultats, una revolta favorable al govern del sultà. Les negociacions amb els soviètics, d'altra banda, van donar els seus fruits en un atac conjunt contra Armènia a finals de setembre. En pocs mesos, els nacionalistes turcs i els soviètics ja controlaven el territori de la República armènia.
La nova ofensiva grega es va desencadenar l'octubre, prenent Yenişehir i İnegöl en el sector nord. Francesos i italians, alarmats pels avanços grecs, van imposar un alto en l'ofensiva, la qual cosa van aprofitar els turcs per tal de reagrupar-se.
Després del canvi de govern a Grècia per la derrota electoral d'Elevthérios Venizelos i el retorn del rei Constantí i els seus partidaris, aquests van decidir de continuar la campanya militar contra Kemal, tot i haver-la criticat anteriorment. Les unitats d'Anatòlia van ser reforçades. No obstant això, es va fer una purga de comandaments militars republicans i venizelistes, que van ser substituïts per oficials afins al nou monarca, per bé que de vegades no tenien experiència recent en el comandament. Els canvis van augmentar les tensions entre constantinians i venizelistes a les forces armades.

### Batalles d'İnönü
La segona meitat de l'any les forces de Kemalvan van incorporar, ja fos voluntàriament o per la força, nombroses unitats irregulars, i van canviar el comandament de les forces occidentals a mans d'İsmet İnönü, home de confiança de Kemal. Al començament del 1921 l'exèrcit nacionalista, encara que menor en nombre que el seu oponent grec, havia estat reorganitzat a fons.
El 6 de gener de 1921 va començar una nova ofensiva grega. Un dels primers xocs, prop de la localitat d'İnönü, va suposar la primera victòria turca, l'11 de gener de 1921, molt airejada pels nacionalistes.
Mentre tenien lloc, infructuosament, noves negociacions a Londres (23 de febrer de 1921 - 12 de març de 1921) els nacionalistes turcs aconseguien la retirada francesa de Cilícia a canvi de concessions econòmiques (10 de març). Kemal es va oposar a les concessions però comptava amb el desig francès i italià de desmobilitzar les cansades tropes per poder utilitzar les seves unitats veteranes contra els grecs. Davant el fracàs de les converses en què tots dos bàndols es van negar a cedir en les seves postures, Lloy George va recomanar als grecs que prenguessin per la força allò que els havia concedit el tractat de pau, la qual cosa va donar lloc a la nova ofensiva del març.
El 23 de març de 1921 els grecs van reprendre l'avanç al nord i al sud, on van capturar Afyonkarahisar quatre dies més tard. Al nord, en canvi, Inönü va derrotar la columna grega (II cos d'exèrcit), i la va rebutjar cap a Bursa (31 de març de 1921). La possibilitat, evitada en l'últim moment, que els nacionalistes aïllessin les unitats a Afyonkarahisar mitjançant un atac des del nord va fer que aquestes es repleguessin, després de durs combats, per tal de mantenir el contacte amb la rereguarda, a Uşak. L'Exèrcit grec, davant el primer revés seriós, va demanar reforços a Atenes, que va formar tres noves divisions.
A l'abril el nou govern de Dimítrios Gúnaris es va negar a estudiar les propostes de pau dels Aliats. Els britànics estaven a favor d'una expansió territorial grega, però es van negar a oferir cap mena d'ajuda militar a fi de no provocar els francesos.Per contra, els turcs, van rebre un suport significatiu de la recentment creada Unió Soviètica.
Les derrotes gregues van comportar un revés polític: els aliats van declarar la seva neutralitat en el conflicte greco-turc el maig del 1921, i el govern d'Atenes es va quedar únicament amb el suport personal de Lloyd George. El govern grec es va concentrar a re-avituallar les seves unitats i a preparar-les per a un nou atac durant l'estiu.

### Atac contra Eskişehir

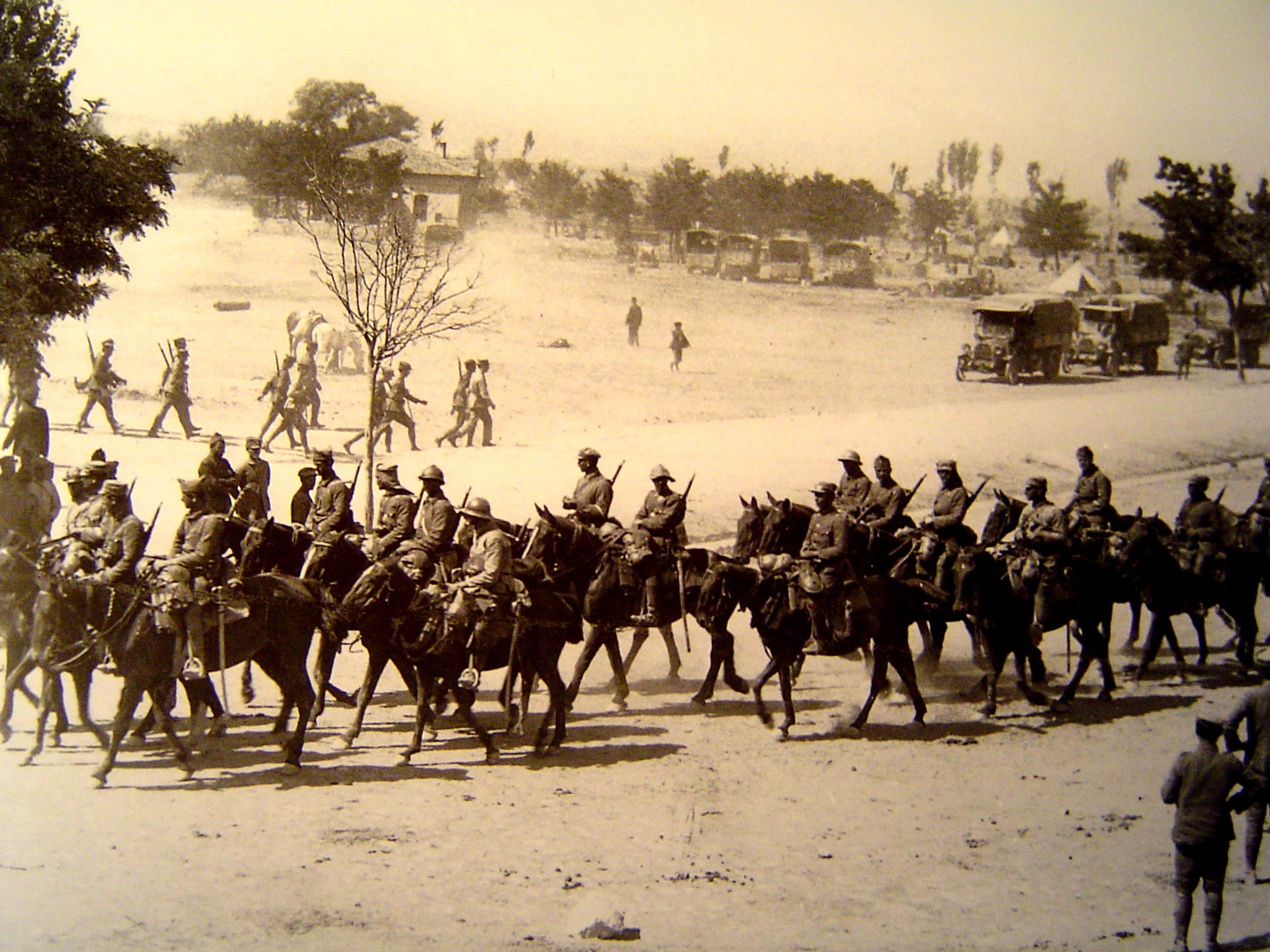
Cavalleria grega a Eskişehir el juliol de 1921

Els grecs van planejar una nova ofensiva que va començar el 10 de juliol de 1921: la columna del nord es dividiria en dues parts, la primera de les quals es quedaria per oposar-se a les unitats turques mentre l'altra avançaria cap al sud per unir-se a la columna meridional, que hauria pres Afyonkarahisar, seguit el ferrocarril i dirigit cap a l'objectiu principal, Eskişehir.
Després de prendre Afyonkarahisar, les unitats van complir els seus objectius en frenar als turcs al nord mentre les altres dues columnes es trobaven per al setge a Eskişehir (17 de juliol). Com que temia que les seves unitats quedessin envoltades, İnönü va ordenar la retirada de la ciutat, que el 21 de juliol va tractar de socórrer, però amb grans baixes. Davant aquesta derrota Kemal i İnönü van decidir retirar les seves forces a la línia del riu Sangari i tractar de repel·lir l'atac grec en aquesta posició. Tot i la dificultat política de concedir més de 150 km de territori a l'enemic, la retirada va permetre el re-agrupament turc i l'extensió de les línies de proveïment gregues. La línia suposava, d'altra banda, l'última defensa d'Ankara, per la qual cosa no hi havia la possibilitat de noves retirades.
Els comandaments grecs, malgrat la seva victòria aconseguida amb grans baixes, es trobaven cada vegada en una posició més complicada: només una victòria total sobre l'enemic els permetria posar fi a la guerra, descartada ja la negociació.

### Batalles de Sakarya

Línies del front. En vermell el territori cedit al Tractat de Sèvres, en marró el front al juliol i agost de 1921 i en morat al front a l'agost de 1922.

La mobilització nacionalista va ser total. Els grecs van arribar a les línies turques el 23 d'agost. Uns 80.000 soldats grecs s'enfrontaven a uns 25.000 turcs.

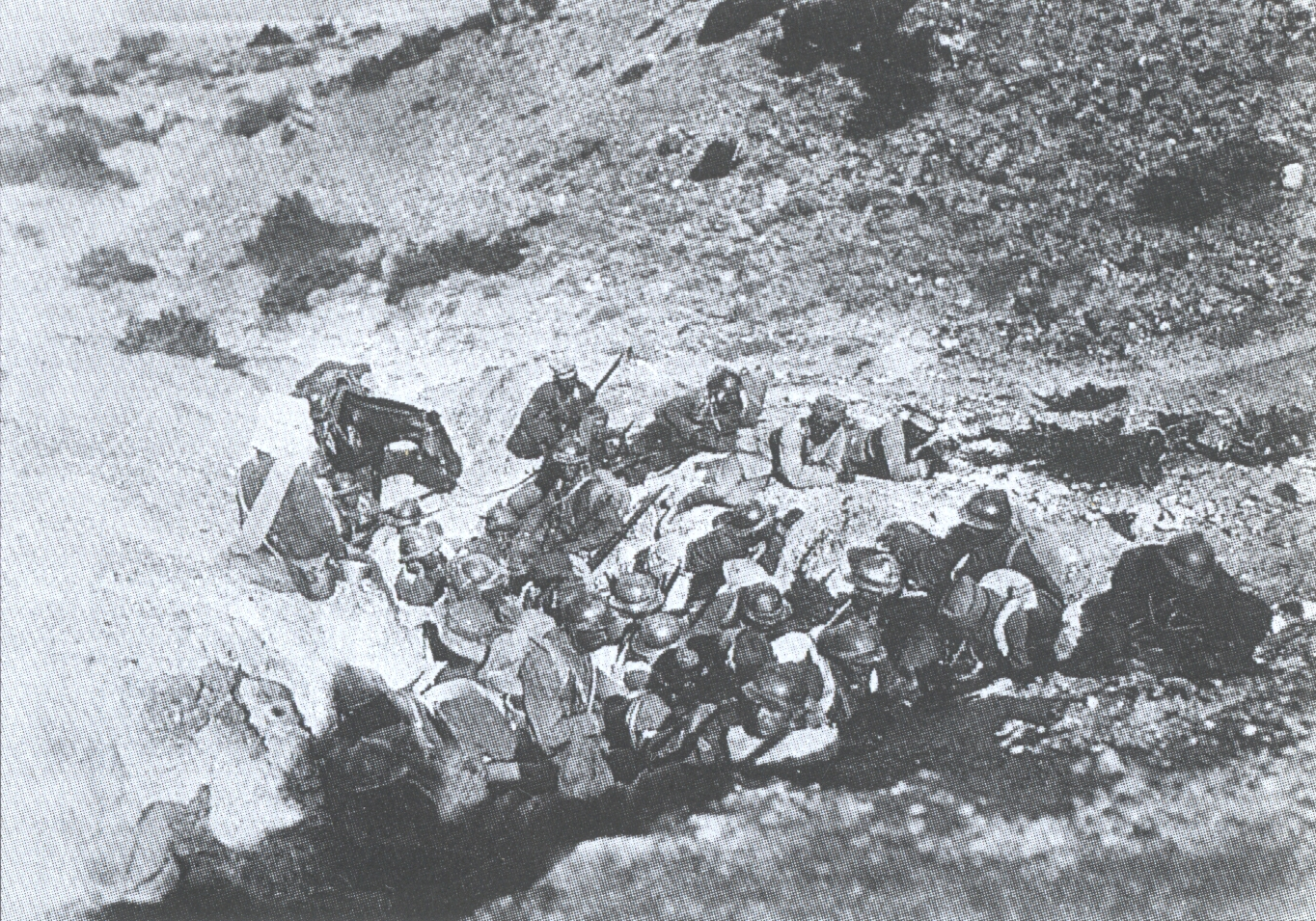
Infanteria grega preparant-se per l'assalt durant la batalla de Sakarya a l'agost de 1921.

La batalla, extremadament cruel, va durar 22 dies; els turons del camp de batalla van canviar de mans en nombroses ocasions, i amb grans pèrdues en ambdós bàndols. Fent ús de la seva superioritat numèrica, i tot i la dura resistència turca, els grecs van aconseguir avançar 15 km en altres tants dies. Després d'atacar l'esquerra i el centre de la línia turca, el front va quedar fixat en els alts de Çal Dağ, última barrera abans de la carretera que portava a Ankara.
El 2 de setembre els grecs van prendre els turons en l'assalt. Desesperats, els turcs van ordenar un últim contraatac, dirigit per Kemal en persona. Després de set dies de combats, el comandant grec, el general Anastàsios Papulas, va ordenar la retirada a les seves posicions originals al llarg del ferrocarril, després de patir al voltant de 18.000 baixes. Els turcs, també esgotats, no van poder continuar l'atac. L'assemblea situada a Ankara, alleujada per la retirada temporal grega, va nomenar Kemal com a Mariscal de camp.

### Crisi a Grècia
Mentrestant el govern turc va aconseguir alguns èxits diplomàtics importants. El 20 d'octubre els francesos es retiraven de Cilícia (conservaren, tanmateix, İskenderun), i lliuraren als nacionalistes nombrós armament. Poc després va començar la retirada italiana, sense concessions econòmiques per part turca. Alhora que els turcs aconseguien el suport informal de França i Itàlia per la propera conferència de pau, els grecs, esgotats econòmicament, comprovaven que Londres no estava disposat a subministrar noves armes ni ajuda financera.
Durant l'hivern de 1921-1922 no hi va haver canvis substancials en el front, i mentre els turcs anaven preparant les seves unitats per a la contra-ofensiva, la moral grega dequeia. Durant la campanya la dracma s'havia depreciat notablement; havia perdut el 54% del seu valor fins a la caiguda de Venizelos i un 166% després, la qual cosa havia augmentant la crisi econòmica grega. A les files també s'estenia el disgust per la situació, i es va formar una associació antimonàrquica d'oficials partidaris de l'autonomia d'Anatòlia en cas de retirada del govern d'Atenes. A mitjan febrer Gúnaris va tractar en va d'obtenir l'ajut econòmic i militar britànic per evitar l'evacuació, però només va rebre un suport moral i el consell de no retirar-se.
Les potències van seguir negociant amb grecs i turcs a la primavera sense avenços substancials i al maig Gúnaris va haver d'aplicar una dràstica devaluació del 50% de la moneda per no declarar la fallida. El 12 de maig de 1922 Gúnaris va haver de dimitir, i es va formar un nou govern gairebé sense canvis amb Petros Protopapadakis al capdavant. El nou govern es trobava acorralat entre la seva negativa a pactar amb Kemal, les expectatives de victòria definitiva de la població i la manca de recursos financers per sostenir una nova ofensiva.
Després de la derrota a Sakarya, Papulas va dimitir el 24 de maig de 1922, i va ser substituït pel general Georgios Khatzanestis, estricte i desequilibrat. Papulas, venizelista, havia aconsellat al nou govern l'evacuació, atès el deteriorament de les unitats.
Desesperats davant la situació militar, els grecs van intentar ocupar Constantinoble per poder negociar des d'una posició més forta, però es van trobar amb el rebuig frontal anglo-francès. Khatzanestis, que comandava les tropes tant a Anatòlia com a Tràcia, havia proposat l'ocupació de la ciutat, i va rebre el beneplàcit del govern el 26 de setembre. El trasllat de tropes per ocupar la ciutat, però, havia afeblit notablement el front d'Anatòlia, que va igular el nombre de tropes d'ambdós adversaris. Fins l'estiu del 1922 les tropes gregues seguien mantenint la seva superioritat en homes i armament enfront de les unitats de Kemal, però es trobaven distribuïdes en tres cossos d'exèrcit que cobrien un llarg front de més de 480 km. El trasllat del quart cos d'exèrcit (quatre divisions amb uns quaranta-cinc homes a la darreria del juliol) des de Tràcia abans del començament de l'ofensiva turca era improbable.
A mitjan juny Kemal va rebre informació del govern d'Istanbul sobre la importància dels reforços grecs a Tràcia, la qual cosa li va permetre d'apreciar el debilitament de les forces a Anatòlia i preparar la seva ofensiva.
El 29 de juliol, el ministre grec d'exteriors havia sol·licitat permís per ocupar Constantinoble, el qual va ser denegat per les potències, i l'endemà l'alt comissari grec responsable d'Esmirna va proclamar la independència de la regió, amb l'aquiescència del govern d'Atenes. El 2 d'agost, després de diversos dies de tensió amb els aliats, el govern grec va ordenar la retirada de les unitats dels voltants de Constantinoble per evitar un conflicte armat. L'última ofensiva grega havia fracassat.

### El contraatac turc

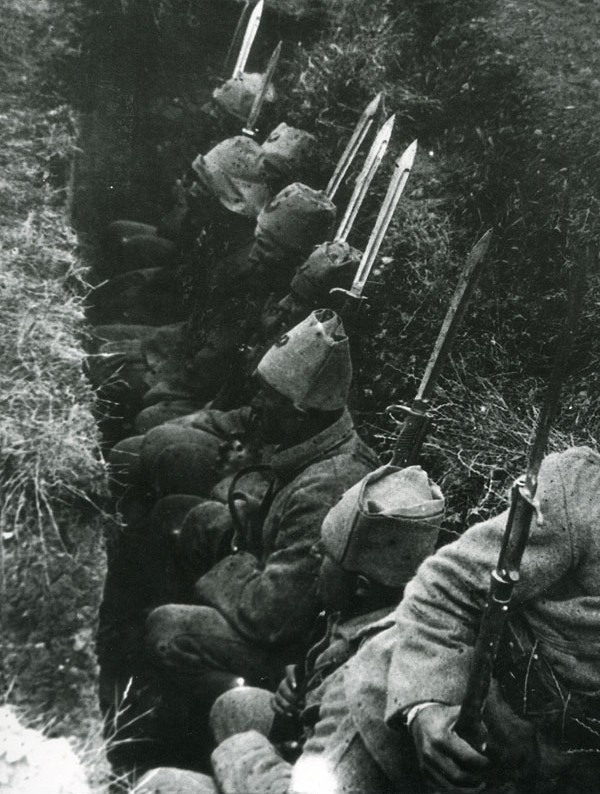
Tropes turques preparades per a l'assalt, en una trinxera en 1922.

Al començament d'agost els turcs encara consideraven possible una retirada total grega sense necessitat d'una ofensiva militar, n que mantenien intensos contactes a París i Londres. L'intent, que va causar el retard de dues setmanes en el començament de l'ofensiva turca, va fracassar.
El 26 d'agost, després de traslladar en secret el gruix de les forces turques al front sud, els nacionalistes van desencadenar la seva ofensiva contra Afyonkarahisar, fent veure al mateix temps que el seu atac principal seria contra Eskişehir, com esperaven els generals grecs. Amb una superioritat de tres a un a la zona atacada, els turcs van avançar ràpidament, sense donar temps a l'arribada des del nord dels reforços grecs. L'intent grec de retirar-se a Uşak i formar allà una nova línia de defensa va fracassar quan la retirada d'Afyonkarahisar va esdevenir una desbandada. Després d'un intent de certes unitats de resistir a Dumlupınar, el comandant grec va ordenar la retirada a Esmirna. La resta d'unitats gregues es van retirar cap a Uşak, que van evacuar el 2 de setembre, ja en complet desordre. Certes unitats, perdudes o envoltades, van haver de rendir-se. En quatre dies de combats els comandaments grecs havien perdut al voltant de la meitat de les seves tropes a Anatòlia entre baixes i presoners. EL govern grec va rellevar Khatzanestis el 4 de setembre, i va nomenar un general que, sense que Atenes ho sabés, ja havia estat capturat pels turcs.

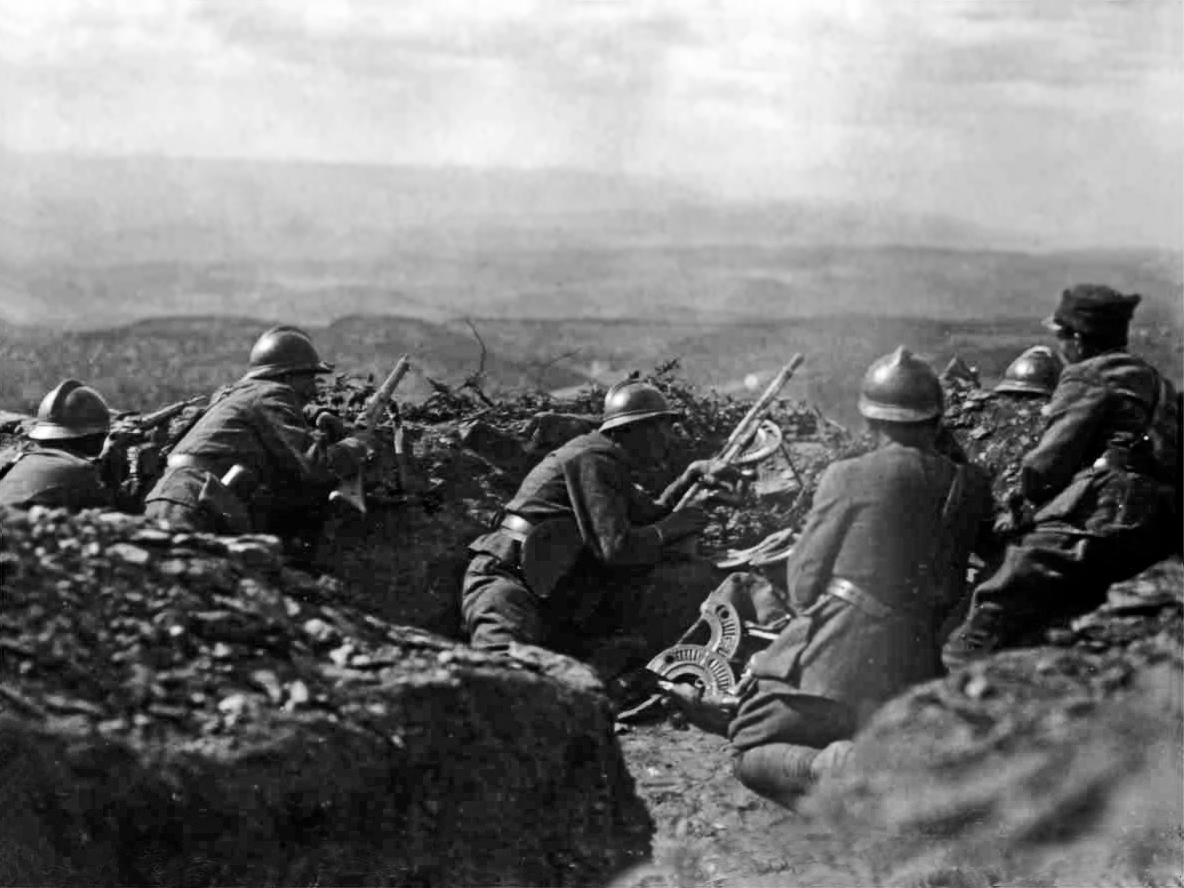
Tropes gregues a Afyonkarahisar el 29 d'agost de 1922 durant els combats pel control de la ciutat

Mentre al nord les unitats, en assabentar-se del desastre al sud, van començar l'evacuació, les dissoltes unitats derrotades es van retirar en desordre cap a Esmirna, delmant el territori al seu pas. Mentre les tropes en retirada i els civils cristians atropellaven la població musulmana, la cavalleria turca feia el mateix amb els habitants cristians.
Khatzanestis no va intentar traslladar reforços de Tràcia a Anatòlia.
En quinze dies l'exèrcit turc va recuperar el control d'Anatòlia. Esmirna va ser evacuada el 9 de setembre. Els aliats van desembarcar a la ciutat per tractar de mantenir l'ordre, i Kemal hi va entrar l'endemà, amb gran entusiasme per part dels seus habitants turcs. Pocs dies després, un incendi d'origen desconegut va destruir la meitat de la ciutat, gairebé tot l'antic barri cristià.
És aleshores quan té lloc la batalla de Dumlupinar, al nord-oest d'Anatòlia, en la qual els rebels turcs, dirigits per Mustafà Kemal, van imposar a les forces gregues una agra derrota. Les ofensives van començar el 24 d'agost de 1922 i van aconseguir el seu punt àlgid el 30 d'agost, quan les línies gregues van ser dissoltes per les tropes turques. En els dies següents, les tropes gregues van haver de retirar-se completament d'aquesta regió d'Anatòlia. Des d'aquest any se celebra a Turquia el 30 d'agost com el Dia de la Victòria (Zafer Bayrami).

### Tensió i pau
Kemal es va disposar llavors a expulsar les tropes gregues de Tràcia, però per a dur a terme aquesta tasca necessitava enfrontar-se a les tropes aliades que controlaven l'accés a Constantinoble. Els britànics, que tractaven d'evitar el xoc, van ordenar la retirada davant l'avanç turc, però el general al comandament, havent rebut petits reforços francesos i italians, es va mantenir ferm i, després d'alguns dies de tensió, els turcs van decidir no atacar les línies aliades.
Van començar les converses d'armistici entre britànics i turcs, que van aconseguir l'evacuació grega de Tràcia oriental.

## Denúncies d'atrocitats i neteja ètnica

### Massacres gregues contra turcs
L'historiador britànic Arnold Joseph Toynbee va escriure que hi va haver massacres organitzades perpetrades des de l'ocupació grega d'Esmirna el 15 de maig de 1919. Toynbee també va declarar que ell i la seva dona van ser testimonis de les atrocitats dutes a terme pels grecs a en les àrees de Yalova, Gemlik i İzmit. No només van obtenir abundant evidència material en forma de «cases saquejades i incendiades, cadàvers recents, i supervivents terroritzats», sinó que també van ser testimonis presencials d'actes de pillatge per part de civils grecs i incendis provocats per soldats grecs. Toynbee va escriure:
| «         | Tot just desembarcar va començar una incansable guerra contra la població civil turca, cometent atrocitats de la pitjor manera de l'Orient Pròxim. Van destruir la fèrtil vall del Menderes i van forçar a milers de turcs desemparats a refugiar-se més enllà de l'àrea ocupada. | » |
| — Toynbee | |   |

L'historiador Taner Akcam va registrar la denúncia d'un oficial britànic:
| «                      | Les forces nacionals es van establir amb l'única meta de lluitar contra els grecs. […] Els turcs estan desitjosos de romandre sota el control de qualsevol altre estat. […] No hi ha hagut ni tan sols una resistència organitzada en l'època de l'ocupació grega. Tanmateix, els grecs van persistir en la seva opressió, i van seguir cremant aldees, matant turcs, violant i matant dones i nenes i estrangulant nens. | » |
| — Un oficial britànic. | |   |

La comissió interaliada a la península Yalova-Gemlik, en el seu informe del 23 de maig de 1921, durant l'ocupació grega d'Anatòlia occidental, va escriure:
| «                  | Sembla que es va seguir un mètode regular i exclusiu en la destrucció de pobles, grup per grup, durant els últims dos mesos, la destrucció dels quals ha arribat fins i tot a la rodalia de les casernes dels grecs. Els membres de la comissió consideren que, a la zona dels kazas de Yalova i Guemlek ocupada per l'exèrcit grec, hi ha un pla sistemàtic de destrucció de pobles turcs i d'extinció de la població musulmana. Aquest pla està essent portat a terme per bandes de grecs i armenis, que semblen operar sota les instruccions gregues de vegades fins i tot de vegades amb l'assistència d'alguns destacaments de tropes regulars. | » |
| — Comissió aliada. | |   |

La comissió interaliada també va declarar que la destrucció de pobles i la població musulmana podria tenir com a objectiu crear en aquesta regió una situació política favorable per al govern grec.
M. Gehri, representant de la Creu Roja Internacional, que acompanyava la comissió interaliada, va escriure:
| «                                        | L'exèrcit grec d'ocupació ha estat emprat per tal d'exterminar la població musulmana de la península Yalova-Gemlik. Els fets demostrats - incendi de llogarets, massacres, terrorització dels habitants, coincidència de lloc i temps- no en deixen cap dubte. Les atrocitats que hem vist, o de les quals hem vist l'evidència material, van ser la feina de bandes irregulars de civils armats i d'unitats organitzades de l'exèrcit grec. […] En comptes de ser desarmades i destruïdes, les bandes han estat assistides en les seves activitats per les unitats organitzades de l'exèrcit. | » |
| — M. Gehri, representant de la Creu Roja | |   |

Arnold J. Toynbee va escriure que havien obtingut evidència convincent que des del juny del 1921 s'havien comès atrocitats semblants en àmplies àrees del territori ocupat pels grecs. Toynbee va declarar: «La situació dels turcs a la ciutat d'Esmirna s'ha convertit el que es pot anomenar sense exageració un «regne de terror», i s'ha de suposar que el seu tractament en els altres districtes del país deu ser pitjor en proporció.

### Política grega de terra cremada
D'acord amb diverses fonts, l'exèrcit grec en retirada va dur a terme una política de «terra cremada» mentre fugien des d'Anatòlia durant la fase final de la guerra, després de perdre cada batalla.
James Loder Park, vicecònsol nord-americà a Istanbul, que va recórrer gran part de l'àrea devastada immediatament després de l'evacuació grega, va descriure la situació de les aldees i ciutats properes a Esmirna:
| «                                                       | L'exèrcit grec en retirada va dur a terme una política de «terra cremada» i en el camí de retorn es van cometre tot tipus d'ultratge coneguts contra els indefensos habitants turcs. El poble de Manisa […] va ser gairebé completament esborrat pels incendis: [van destruir] 10.300 cases, 15 mesquites, 2 banys, 2278 botigues, 19 hotels, 26 viles. La ciutat de Cassadó [actual Turgutlu] tenia 40.000 ànimes, 3.000 de les quals no eren musulmanes. Dels 37.000 turcs només en van sobreviure 6.000, mentre que és sabut que 1.000 turcs van ser assassinats a trets o cremats vius. Dels 2.000 edificis que formaven la ciutat, només 200 van romandre dempeus. Hi ha ampli testimoni que la ciutat va ser destruïda sistemàticament pels soldats grecs, assistits per un nombre de civils grecs i armenis. Es va usar lliurement gasolina i querosè per fer la destrucció més efectiva, ràpida i completa. […] A Alasehir es van usar bombes manuals per humitejar les parets amb querosè. Quan examinàvem les ruïnes de la ciutat, vam descobrir pertot arreu calaveres i ossos humans, socarrats i ennegrits, amb romanents de cabell i carn penjant-ne. Per la nostra insistència davant innombrables tombes que semblaven noves, se'n van excavar algunes per convèncer-nos que els cadàvers no tenien més de quatre setmanes [que era el temps en què havien passat els grecs en retirada] | » |
| — J. L. Park, vicecònsol dels Estats. Units. a Istanbul | |   |

El vicecònsol Park va concloure:
| « | # La destrucció de les ciutats de l'interior que va visitar el nostre grup va ser duta a terme pels grecs. 1. Els percentatges dels edificis destruïts en cadascuna de les últimes quatre ciutats esmentades van ser: Manisa 90%, Cassadó 90%, Alaşehir 70%, Salihli 65%. 2. L'incendi d'aquestes ciutats no va ser casual, intermitent ni accidental, sinó ben planejat i completament organitzat. 3. Hi va haver molts actes de violència física, la majoria de la qual va ser deliberada i gratuïta. No podem presentar números rodons - que són impossibles d'obtenir -, però es pot assegurar que les atrocitats comeses pels grecs en retirada van ser milers en les quatre ciutats sota consideració. Consistien en els tres tipus més usuals d'atrocitat: tortura, violació sexual i assassinat. | » |

Kinross va escriure:
| « | Gairebé totes les ciutats al seu pas van quedar en ruïnes. Un terç d'Uşak ja no existeix. De la ciutat d'Alaşehir només en queda una cavitat socarrimada, que deforma el vessant del turó. Poble rere poble van ser reduïts a cendres. Dels 18.000 edificis de la històrica ciutat santa de Manisa, només en van quedar 500. | » |

S'estima que només en l'incendi d'Alaşehir van morir 3.000 persones.
En un dels exemples de les atrocitats gregues durant la retirada, el 14 de febrer de 1922 al poble turc de Karatepe (a Aydin Vilayeti), després d'haver estat envoltat pels grecs, tots els habitants van ser tancats en una mesquita i cremats vius. Els pocs que van poder escapar-se'n van ser matats a trets.
El cònsol italià, M. Miazzi, va informar que acabava de visitar un poble turc, on els grecs havien assassinat unes 60 dones i nens. Aquest informe va ser corroborat pel capità Kocher, cònsol francès.

### Catàstrofe de l'Àsia Menor
El 9 de setembre de 1922 va passar el que els grecs anomenen com la Catàstrofe de l'Àsia Menor (en grec, Μικρασιατική καταστροφή). Mustafà Kemal reconquereix Esmirna (İzmir per als turcs), cosa que va suposar l'assassinat o deportació dels residents grecs i part dels armenis, aquests últims que havien trobat refugi en aquella ciutat en el transcurs de la Primera Guerra Mundial per intervenció del general alemany Otto Liman von Sanders per salvar-se del genocidi en terres armènies.
Les conseqüències d'aquells fets van ser enormes. La població grega, que era nombrosa, va haver de fugir cap a Grècia i milers van morir en la fugida. La cultura grega a l'Àsia Menor, amb més de 2.500 anys d'història, havia arribat a la seva fi.
El 1923 ambdós règims van pactar en el Tractat de Lausana un intercanvi de població. El trasllat de població forçós va abastar prop d'1,25 milions de grecs i 500.000 turcs.
Com a criteri per a identificar la nacionalitat es va fixar la religió (ortodox=grec i musulmà=turc), un fet que no sempre es corresponia amb la realitat, atès el llarg temps que feia que tots dos pobles havien estat en contacte sota el mateix estat. A causa del desplaçament de la població grega d'Anatòlia i del Pont, Grècia es va trobar amb una impressionant allau humana, fins al punt que un de cada quatre grecs era refugiat (25% de la població).
Només una petita part dels grecs van decidir quedar-se a la recent formada Turquia, especialment en Istanbul i Esmirna. Actualment es calcula que a Istanbul viuen 2.500 grecs, fills directes d'aquests.

## Situació recent
Els esdeveniments de llavors encara signifiquen per a molts turcs i grecs un trauma i són la causa directa dels ressentiments i conflictes que encara avui en dia hi ha entre els dos pobles, com ara la partició de Xipre. Se'n veuen especialment afectades les minories que encara romanen al país veí. Entre el 6 i el 7 de setembre de 1955 es va efectuar un pogrom a Istanbul contra les minories ètniques, del qual en van ser víctimes centenars de ciutadans d'origen grec. Com a resposta, el govern d'Atenes va introduir d'aquell any ençà una política de discriminació contra els turcs de Tràcia.
En anys recents les relacions entre ambdós països han millorat. El gener de 2008, el primer ministre grec, Kostas Karamanlís, va anunciar juntament amb el seu col·lega turc, Recep Tayyip Erdoğan, que fomentarien la cooperació entre els dos països. Karamanlís va assegurar que Grècia dona suport a l'entrada de Turquia a la Unió Europea.